# Dannebrog Rederi
Dannebrog Rederi A/S (Weco Shipping), oprindeligt A/S Dampskibsselskabet "Dannebrog", er et dansk rederi, som i de sidste 120 år har opereret under forskellige ejere og gennem årene har beskæftiget sig med blandt andet Ro/ Ro-, container-, produkt/ kemikalie-, olie-, fåre- samt konventionel transport.
Firmaet har domicil i Rungsted.

## Historie
9. februar 1883 etablerede rederiet og skibsmæglerforretningen C.K. Hansen aktieselskabet Dampskibsselskabet "Dannebrog", som i 1915 sammensluttedes med "Dampskibsselskabet af 1896" og Dampskibsselskabet "Neptun", stiftet henholdsvis 1896 og 1901. Indtil 1967 var C.K. Hansen korresponderende reder for Dannebrog Rederi, og de to virksomheder har derfor en stort set identisk historie indtil 1967. Deres aktiviteter var dog forskellige.
Den etablerende aktiekapital på knap 1 million kr. blev tegnet af en bred kreds af investorer og dannede grundlag for kontraheringen af tre søsterskibe hos Burmeister & Wain på 17.000 tons hver. Prisen var 400.000 kr pr. skib. De tre skibe blev leveret i løbet af 1883-84 og blev navngivet Christiansborg, Frederiksborg og Amalienborg. Hermed blev der søsat et navnesystem for rederiets skibe, der referer sig til gamle danske slotte og borge. Navnesystemet er sidenhen blevet fulgt nøje, og mange navne er blevet genbrugt.
Kjøbenhavns Handelsbank var fra begyndelsen rederiets bank, og i 1910 overlod banken det til Dannebrog at administrere en del af de konkursramte "Fiskerske Rederier" på Handelsbankens regning. Det drejede sig i alt om ni skibe, de øvrige skibe fra konkursboet blev fordelt mellem TORM og DFDS. I 1912 blev det besluttet, at Dannebrog skulle købe alle ni skibe, hvilket næsten fordoblede rederiets tonnage.

### Verdenskrigene
Umiddelbart før 1. verdenskrig havde selskabet en flåde på i alt 42 skibe med en samlet tonnage på 137.000 tons Dannebrog var på det tidspunkt Danmarks største tramprederi. 20 af de 42 skibe gik under krigen tabt enten ved sænkning eller minesprængning og et skib forliste. 60 officerer og søfolk omkom.
Rederiet kom sig aldrig rigtigt over modgangen under 1. verdenskrig, og efter at have gennemført et nybygningsprogram omfattende 16 nye skibe til i alt 30 mio. kr. stod selskabet svækket tilbage til at imødegå den økonomiske modgang, som opstod depressionen i 1920'erne og 1930'erne. I mellemkrigsårene havde Dannebrog mange gamle skibe med 21 skibe ud af 29 oplagt.
Ved 2. verdenskrigs begyndelse havde Dannebrog en flåde på 17 skibe, hvoraf 8 gik tabt ved sænkning eller minesprængning, hvor 2 skibe blev svært beskadiget ved minesprængning. I alt 71 officerer og søfolk omkom ombord i Dannebrogs skibe. 14. december 1939 blev S/S Jægersborg sænket af en tysk u-båd på vej til England med landbrugsprodukter. Den 18 mand store besætning omkom. Skibet var på 1.254 BRT og bygget til rederiet C.K. Hansen i 1918. Den 27. januar 1940 blev S/S Fredensborg torpederet af en tysk u-båd på vej fra København til England i ballast. Skibet sank, hvorved 20 mand omkom. Skibet var bygget til Rederiet Dannebrog i 1922.
I 1941 blev der bestilt et 9.000 tons motorskib Dansborg (nr. 3) fra B&W og et dampskib på 3.500 tons, Taarnborg (nr. 2), fra Aalborg Værft. Dannebrog fik bevidst forsinket leveringen af de to skibe så meget, at værnemagten aldrig fik beslaglagt dem. Først efter befrielsen kom de i drift.
De danske rederier var i defensiven efter krigen, således også Dannebrog; men i 1950 besluttede tre danske rederier, TORM, J. Lauritzen og Dannebrog sammen at afgive bestilling på 5 søsterskibe fra Lindholmens Skibsværft i Göteborg. Skibene, hver især på 16.000 tons, hvor Dannebrog af forsigtighedsgrunde kun kontraherede et af tankskibene. Det blev begyndelsen på Dannebrogs engagement i tankfart. Efterhånden blev de urentable dampskibe udfaset i takt med, at de nye tankskibe blev leveret. I 1958 blev Dannebrogs sidste kulfyrede damper S/S Nordborg (nr. 1) solgt. I 1965 blev Weco-Shipping etableret som befragtningsmægler for tankaktiviteter.

### Siden 1967
I 1967 ophørte Hansen-familiens indflydelse på Dannebrog Rederi. Rederiet voksede sig større de følgende årtier. I 1971 købte Dannebrog sit eget skibsværft, Aarhus Flydedok og Maskinkompani A/S af DFDS for 3,5 mio. kr., omdøbte det til Dannebrog Værft A/S og moderniserede det efterhånden for over 140 mio. kr. I 1989 blev værftet imidlertid afhændet for et symbolsk beløb tvunget af omstændighederne med en tom ordrebog. Køber var Nordsøværftets Holdingselskab A/S i Ringkøbing, samt Lønmodtagernes Dyrtidsfond og Kommunernes Pensionsforsikring A/S.
Efterhånden løb også Dannebrog ind i problemer. Ved udgangen af 1987 var flådens 16 skibe reduceret til 6. Regnskabet udviste et undskud på ca. 15,6 mio. kr. for første halvår. Aktionærernes penge var tabt, og det var nødvendigt at nedskrive aktiekapitalen til nul. De gamle aktionærer fik muligheden for at tegne en aktiekapital i forhold til deres gamle aktiebesiddelse, men på den ekstraordinære generalforsamling i december 1987 var der sig ingen interesse, hvorefter hovedaktionæren baron Ebbe Wedell-Wedellsborg bragte den nødvendige kapital til veje. Rederiets ledelse var derefter Ebbe Wedell Wedellborg, Ditlev Wedell Wedellborg og juridiske direktør Claes Rechnitzer.
Rederiet Dannebrog ejes fortsat af familien Wedell-Wedellborg med Weco-Shipping som korresponderende reder. Nuværende direktør er baron Johan Wedell-Wedellsborg.

### Domiciler
Selskabet havde først hovedsæde sammen med C.K. Hansen på Esplanaden 15 (opr. Toldbodvej 5) i G.F. Hetschs bygning fra 1856 og siden i den store bygning Amaliegade 35, opført 1920-23 af Einar Madvig og Poul Methling. Hetsch-bygningen blev fredet i 1979. Den oprindelige gule blankmur er blevet malet hvid.
Dannebrog havde til huse i ejendommen i Amaliegade, indtil firmaet C.K. Hansen fratrådte som korresponderende reder i 1967.
I dag har selskabet adresse på Søholm, Rungsted Strandvej 113 i Rungsted Kyst.

## Flåden anno 2007
- M/T Antea
- M/V B. Independance
- M/T Cape Beira
- M/V Charlottenborg
- M/V Frederiksborg
- M/V Frijsenborg
- M/V Hai An Cheng
- M/V Honor Pescadores
- M/V Jutha Buddhachart
- M/V Klampenborg
- M/T Kraslava
- M/T Kronborg
- M/V Le Tong
- M/V Love Music
- M/V Marienborg
- M/T Meriom Breeze
- M/T Meriom Rose
- M/T Mount Rainier
- M/V Naesborg
- M/V Nordana Andrea
- M/V Nordana Mathilde
- M/V Nordana Sophie
- M/V Nordborg
- M/V Nordscan Mumbai
- M/T Puze
- M/V Rosborg
- M/V Schackenborg
- M/V Silkeborg
- M/V Skanderborg
- M/V Skodsborg
- M/T Southern Unity
- M/V Tula
- M/T Vladimir Vysotsky
- M/V Wedellsborg
- M/V Aalborg
- M/T Alkiviadis
- M/T Carry
- M/T Ivory Point
- M/T Krisjanis Valdemars
- M/T Navig8 Stealth II
- M/T Overseas Atalmar
- M/T Valle Bianca

## Ekstern henvisning
- Dannebrog/Wecos hjemmeside